# Hileithia decostalis
Hileithia decostalis is een vlinder uit de familie van de grasmotten (Crambidae), uit de onderfamilie van de Spilomelinae. De wetenschappelijke naam van deze soort is voor het eerst gepubliceerd in 1854 door Achille Guenée.
De soort komt voor in Jamaica, de Amerikaanse Maagdeneilanden, Nicaragua, Costa Rica, Panama, Venezuela en Brazilië.